# Saint-Julien-lès-Montbéliard
 Saint-Julien-lès-Montbéliard  es una población y comuna francesa, en la región de Franco Condado, departamento de Doubs, en el distrito de Montbéliard y cantón de Montbéliard-Ouest.

## Demografía
| 89 | 102 | 122 | 153 | 174 | 173 |
| Para los censos de 1962 a 1999 la población legal corresponde a la población sin duplicidades (Fuente: INSEE [Consultar]) |     |     |     |     |     |